# Leichtathletik-Weltmeisterschaften 2017/Teilnehmer (Mazedonien)
| Gelbes Symbol für Goldmedaillen mit stilisierten Olympischen Ringen | Graues Symbol für Silbermedaillen mit stilisierten Olympischen Ringen | Braundes Symbol für Bronzemedaillen mit stilisierten Olympischen Ringen |
| ------------------------------------------------------------------- | --------------------------------------------------------------------- | ----------------------------------------------------------------------- |
| —                                                                   | —                                                                     | —                                                                       |

Von Mazedonien wurde eine Athletin für die Leichtathletik-Weltmeisterschaften 2017 in London nominiert.

## Ergebnisse

### Frauen

#### Laufdisziplinen
| Athletin     | Disziplin    | Vorlauf     | Vorlauf | Halbfinale         | Halbfinale         | Finale             | Finale             |
| Athletin     | Disziplin    | Zeit        | Platz   | Zeit               | Platz              | Zeit               | Platz              |
| ------------ | ------------ | ----------- | ------- | ------------------ | ------------------ | ------------------ | ------------------ |
| Drita Islami | 400 m Hürden | 1:00,38 min | 38      | nicht qualifiziert | nicht qualifiziert | nicht qualifiziert | nicht qualifiziert |